# بگ اند

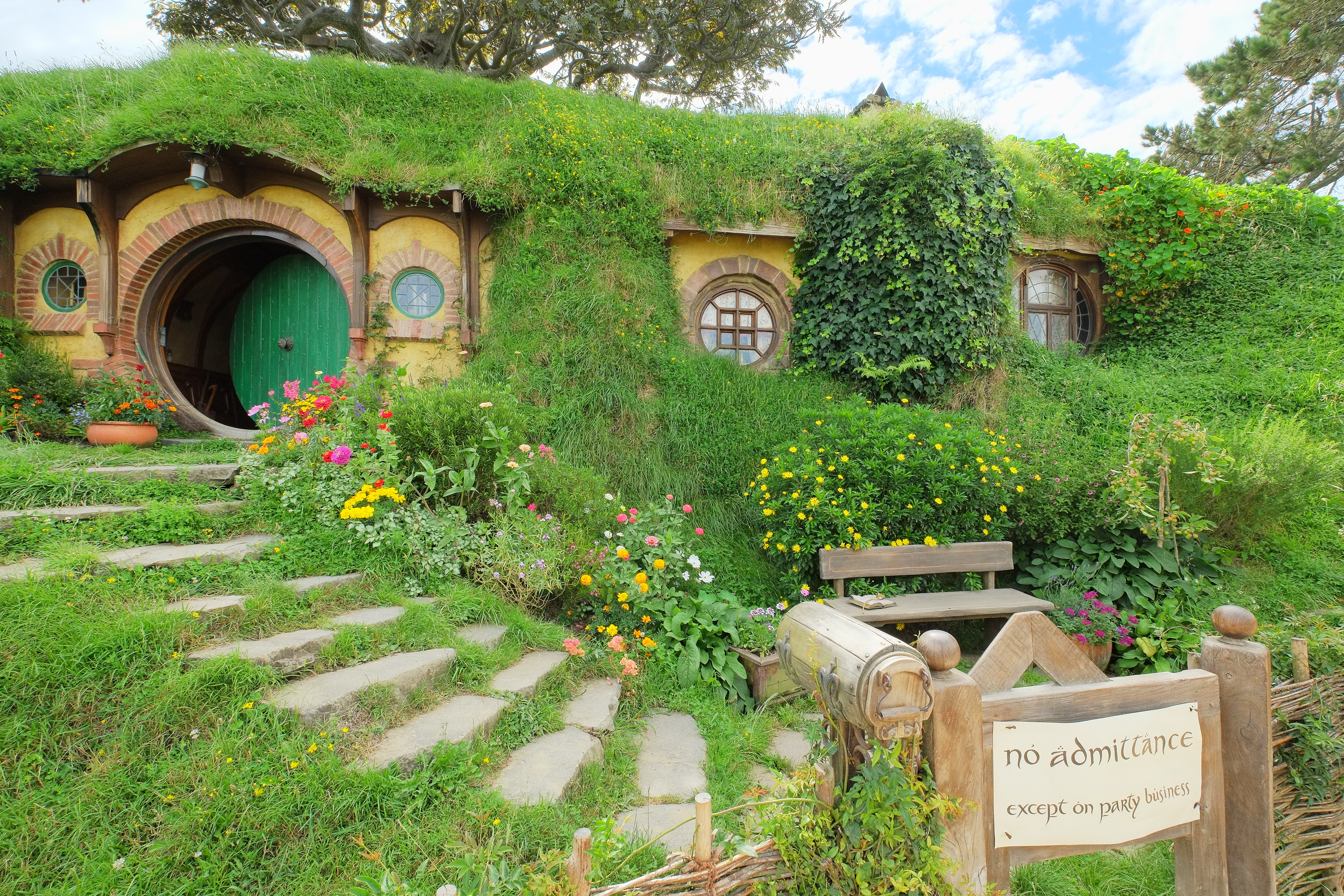
بگ اند، هابیتون، مسکن راحت زیرزمینی بیلبو و بعدها فرودو بگینز، ساخته شده برای مجموعه فیلم ارباب حلقه های پیتر جکسون

بگ اند (انگلیسی: Bag End) مسکن زیرزمینی هابیت‌هایی همچون بیلبو و فرودو بگینز در رمان‌های فانتزی جی. آر. آر. تالکین به نام هابیت و ارباب حلقه‌ها است. بیلبو و فرودو هر دو از آنجا به ماجراجویی‌های خود می‌پردازند و هر دو پس از مدتی به آنجا بازمی‌گردند. به این ترتیب، بگ اند مکانی آشنا، امن و راحت نشان داده می‌شود که نقطه مقابل مکان‌های خطرناکی است که آن‌ها بدان جا می‌روند. این یک انتهای قوس‌های داستانی اصلی رمان‌ها را تشکیل می‌دهد، و از آنجایی که هابیت‌ها به آنجا بازمی‌گردند، در هر مورد یک نقطه پایانی در دایره داستان را نیز تشکیل می‌دهد.
تالکین خود را به عنوان یک هابیت در همه ابعاد به جز اندازه توصیف کرد. محققان خاطرنشان کرده‌اند که بگ اند چشم‌اندازی از خانه ایده‌آل تالکین است و در جزئیات آن شرحی از شخصیت است. پیتر جکسون لوکیشن مفصلی از هابیتون ساخته که شامل بگ اند با جزئیات در نیوزیلند برای مجموعه فیلم ارباب حلقه‌ها است.